# Pina Picierno
Giuseppina « Pina » Picierno, née le 10 mai 1981 à Santa Maria Capua Vetere en Campanie, est une personnalité politique italienne, membre du Parti démocrate.

## Biographie
Pour les élections européennes de 2014, Pina Picierno est tête de liste pour l'Italie méridionale. Elle avait été élue députée à la Chambre en 2008 et réélue en 2013.
Picierno est élue députée européenne d'Italie de la 8e législature le 25 mai 2014.

## Distinctions honorifiques
- Chevalier de l'ordre du Mérite de la République italienne